# Vol Baikal Airlines 130
Le vol Baikal Airlines 130 était un vol intérieur régulier, entre Irkoutsk et Moscou, qui s'est écrasé le 3 janvier 1994, peu après le décollage. L'appareil impliqué dans l'accident, un Tupolev Tu-154M exploité par la compagnie aérienne russe Baikal Airlines (en), transportait 115 passagers et 9 membres d'équipage et était en route vers l'aéroport de Moscou-Domodedovo, lorsque l'un de ses moteurs a soudainement pris feu en plein vol. 
L'équipage a ensuite tenté de retourner à Irkoutsk, mais a rapidement perdu le contrôle de l'appareil, qui s'est écrasé dans une ferme, près du village de Mamony (en). Les 124 personnes à bord et une personne au sol ont été tuées dans l'accident.

## Accident
Le vol 130 a décollé de l'aéroport international d'Irkoutsk à 11 h 59, heure locale. Le Tupolev Tu-154 était piloté par un équipage de neuf personnes, dont le commandant de bord Gennadiy S. Padukov (plus de 16 000 heures de vol), le copilote AG Zhavoronkov (plus de 14 000 heures de vol), le navigateur VI Molnar et l'ingénieur de vol Ilya Petrovich Karpov (plus de 13 000 heures de vol), ainsi que le chef de cabine OV Likhodyevsky et quatre hôtesses de l'air.
L'avion a rencontré des problèmes avant même de décoller. Sur l'aire de trafic de l'aéroport, il a fallu 17 minutes à l'équipage pour faire fonctionner les trois moteurs de l'appareil, et il a reçu plusieurs alertes concernant des problèmes avec le démarreur du moteur n°2 (celui placé dans l'empennage verticale), mais il les a interprétées comme étant de fausses alarmes. Le manuel de référence ne contenait aucune directive pour l'équipage sur la façon de réagir aux alertes liées au démarreur du moteur. L'équipage a procédé au décollage sans se rendre compte que le démarreur du moteur n° 2 était toujours engagé.
Environ 3 minutes et 45 secondes après le décollage d'Irkoutsk, à une altitude de 13 000 pieds (4 000 m), le moteur n°2 a soudainement cessé de fonctionner. Le démarreur a continué de fonctionner à des régimes élevés (plus de 40 000 tr/min), avec les vannes de prélèvement d'air des moteurs ouvertes, ce qui a entraîné une défaillance critique du démarreur. Un des disques du compresseur axial de la turbine s'est alors détaché, envoyant des éclats dans le moteur n°2 et dans la zone du compartiment moteur. Cela a finalement conduit à la destruction des conduites de carburant et des conduites hydrauliques du moteur gauche. L'alimentation en carburant des injecteurs de carburant a été interrompue, ce qui a conduit à l'inflammation du carburant dans le moteur n°2. Ainsi, un incendie s'est déclaré qui est rapidement devenu incontrôlable.
Après avoir reçu une alarme incendie sur le moteur n°2, l'équipage a débranché le pilote automatique et a actionné toutes les conduites du système d'extinction anti-incendie. Cela n'a pas réussi à arrêter l'incendie et les pilotes ont viré vers Irkoutsk et a demandé un atterrissage d'urgence. Les commandes de vol de l'avion sont devenue inopérantes, en raison du manque de liquide hydraulique et, bien que l'équipage ait tenté de maintenir la pression dans les conduites hydrauliques de l'avion, il n'a pas pu empêcher une catastrophe.
À 12 h 07, heure locale, le copilote Zhavoronkov a signalé une perte de contrôle totale ; une minute plus tard, le vol 130, à une vitesse de 280 nœuds (510 km/h), s'est écrasé sur une ferme laitière dans le village de Mamony (en), à 15 km de l'aéroport d'Irkoutsk. Le cockpit et la partie avant de la cabine passagers ont été entièrement détruits, tandis que le reste de la cabine et la queue ont été propulsées 1 300 pieds (400 m) au-delà du point d'impact initial. 
Les 115 passagers et les 9 membres d'équipage à bord ont tous été tués sur le coup. La ferme laitière a également été détruite lors du crash. À ce moment-la, il y avait 2 personnes dans le bâtiment : une a été tuée, une autre blessée et plusieurs dizaines de bovins ont été tués. Au total, 125 personnes sont mortes. Sur les 125 personnes tuées dans la catastrophe, seules 74 ont été identifiées après l'accident.

## Enquête

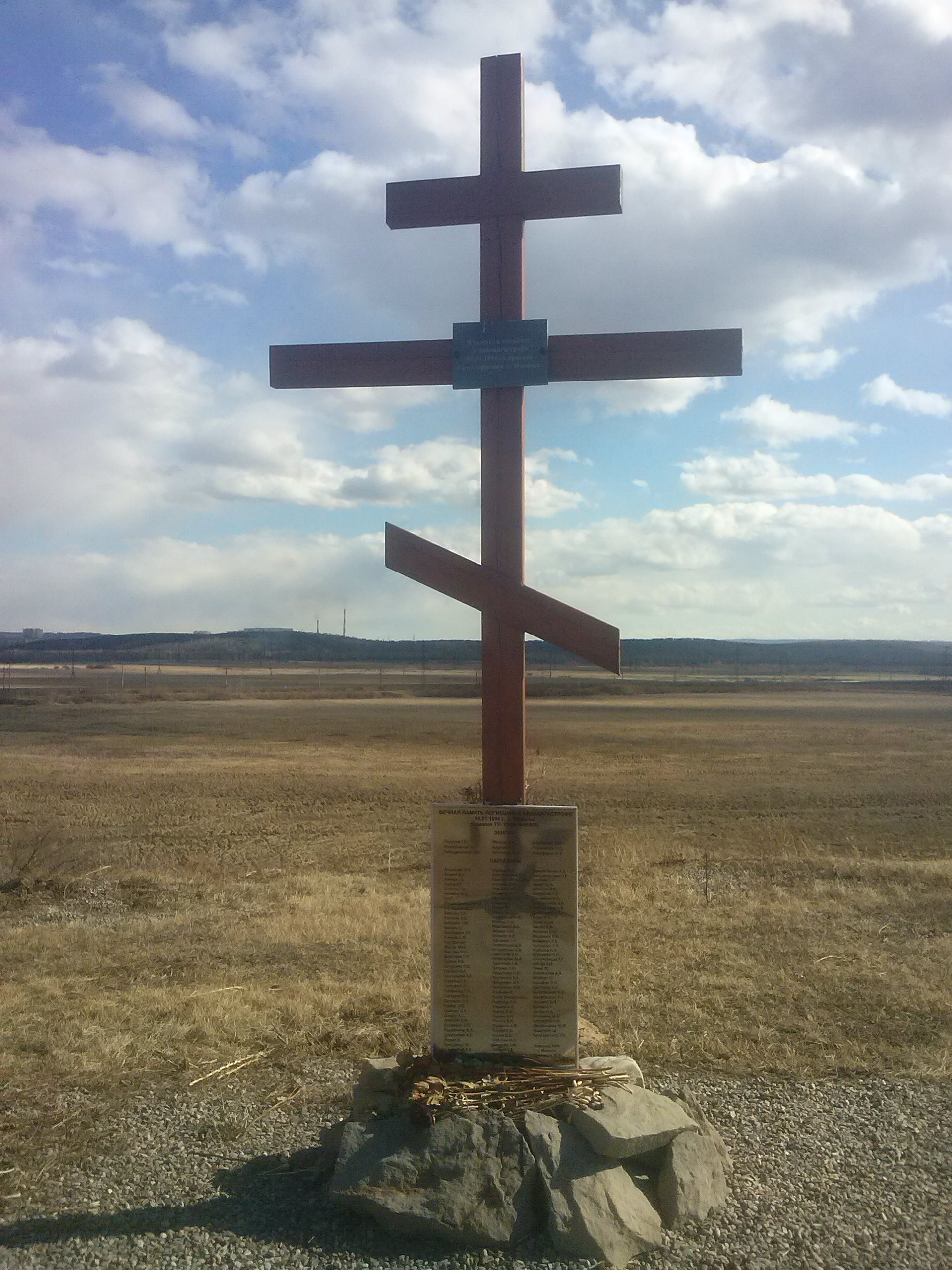
Croix avec les noms des victimes de l'accident du vol 130.

Les enquêteurs russe ont constaté que le moteur n°2 du vol 130 est tombé en panne lors du décollage. Ils ont noté que l'avion avait été impliqué dans un incident similaire, lors d'un vol à destination de Guangzhou, en Chine, au cours duquel le moteur n°2 était tombé en panne ; l'équipage a alors dû effectuer un atterrissage d'urgence. Ils ont ensuite rédigé une plainte après l'atterrissage, dans laquelle ils ont noté le « fonctionnement insatisfaisant » du moteur.
Le jour de l'accident, l'équipage n'a pu allumer le moteur qu'après sa cinquième tentative, les quatre dernières tentatives n'ayant pas réussi à démarrer le moteur. L'enregistreur phonique (CVR) a enregistré la conversation entre le commandant de bord et l'équipage dans le cockpit, au sujet du moteur défaillant. Deux minutes avant le décollage, l'un des membres de l'équipage a déclaré : « Dites au mécanicien qui s'est occupés des moteurs qu'ils sont très mal préparés. Ils ne démarreront pas. »
À quatre kilomètres de l'aéroport, le démarreur du moteur n°2 subit une panne non contenue. Selon les enquêteurs, cela a été causée par un objet étranger, vraisemblablement un fragment du boîtier du collecteur de gaz du groupe auxiliaire de puissance (APU), qui se trouvait sous le volet de commande du démarreur, qui est entré dans le moteur et a sectionné les conduites de carburant, les conduites hydrauliques et les conduites d'huile. Le volet hermétiquement fermé de la turbine du démarreur a continué à se dévisser pendant le décollage, ce qui a finalement provoqué son détachement complet. Ajouté au fonctionnement du moteur, qui fonctionnait au-delà de son régime maximal autorisé, cela a provoqué la destruction du moteur qui a conduit à l'incendie du moteur n°2 et à la perte de contrôle de l'avion.